# Метадон
Метадон је синтетичка дрога која се користи за смањење болова, пре свега у супституционалној терапији хероинских зависника. Сам метадон изазива зависност, али су симптоми престанка дејства знатно блажи од хероина. Клинике могу користити метадон у третману само уз сталну супервизију употребе, а такав третман може бити успешан само ако је комбинован са психосоцијалном терапијом. Производи се у облику таблета или као течност зелене или бледожуте боје. Ризик од предозирања је велики ако се не користи под строгом контролом лекара, посебно ако се меша са другим дрогама или алкохолом. Често се користи заједно са хероином, што може да доведе до предозирања и смртног исхода.

## Метадонска Терапија
Метадон је лек има исти ефекат као опијат са полу животом од 24 до 36 сати. Постоји неколико видова метадона. Најчешће се користи течни раствор концентрације 10 mg/ml (што значи да је 1 ml метадона еквивалентан са 10 mg истог у чврстом агрегатном стању).

### Главни ефекат метадона
- ослобађање жудње за наркотиком
- сузбијање апстиненцијалног синдрома
- блокирање еуфоричног ефекта повезаног са хероином

### Да ли је терапија метадоном безбедна и ефикасна
Већи број студија је показао да је терапија одржавања метадоном безбедна и да не делује смирујуће. Терапија метадоном је безбедна чак и за труднице. Код већине особа које су дуже време користиле опијате, потребне су веће дозе метадона и терапија на неодређено време. Дугорочна терапија метадоном се показала ефикаснијом од краткорочне терапије детоксикацијом.

### Зашто терапија метадоном треба да буде дугорочна
Хронична употреба хероина изазива промене у хемији и биологији мозга код одређеног броја зависника. Код појединих особа, може се догодити да се функција мозга никада не поврати у првобитно стање. Зависност од опијата се сматра хроничним стањем због чега и лечење треба да буде континуирано, баш као и код других хроничних стања (нпр. шећерна болест, повишен крвни притисак).

### Одржавање или спуштање
Иако код мањег броја пацијената/зависника временом престаје потреба за супституционим леком, највећи број пацијената зависника има потребу да буде на терапији током дужег временског периода. Установљено је да принудно смањење дозе лека, без пристанка зависника, не даје довољно добре резултате. Другим речима, од особа које су на метадонској терапији не би требало захтевати да се одрекну лека (Метадон) који им побољшава квалитет живота.

## Оптимална доза метадона
Метадонска терапија подразумева лек, који као и код других лекова, подразумева одређену дозу. Та доза се код свих лекова, па и код метадона одређује индивидуално за сваку особу, а на основу односа пацијента/зависника и лекара, при чему лекар узима у обзир процену пацијентовог стања, индивидуалних (метаболичких) потреба и других медицинских стања и терапија. Мање дозе метадона могу бити недовољно ефикасне или може изостати блокирајући ефекат (узимање неког другог опијата, преко метадона, не даје еуфоричан ефекат).
Сматра се да су оптималне дозе лека „Метадон“ у терапији одржавања између 60 и 120 mg. Дозе испод 60 mg најчешће нису делотворне јер не омогућавају терапеутски ефекат на мождане ћелије.
Корист од примене метадона у супституционој терапији:
Корист за особу
- особа остаје у животу, и смањује се могућност смртног исхода услед злоупотребе дрога.
- постиже попуну апстиненцију или бар у знатној мери смањује злоупотребу дрога
- прелази са „нечистих“ нелегалних дрога на лек „Метадон“, чије би узимање требало бити контролисано од стране оближњег Метадонског Центра
- мења начин конзумирања супстанце (од интравенског ка оралном) чиме се умањују и други здравствени проблеми
- смањује се ризик од инфицирања најразличитијим патогеним микроорганизмима (укључујући и вирусне инфекције - ХИВ, хепатитис Б и хепатитис Ц)
- одржавање и стални контакт са јавним службама
- коришћење метадона као средства стабилизације свакодневног живота
- смањује потребу за упуштањем у криминалне активности
- особа на метадонској терапији остаје охрабрена да сама доноси одлуке у погледу свог живота

Корист за друштво
- смањује се број смртних случајева услед предозирања
- постиже се превентивни ефекат у смислу сузбијања ширења заразних болести које се преносе путем крви (ХИВ, хепатитис Ц)
- смањује се број лечених од предозирања
- смањује се број криминалних активности
- смањују се судски и полицијски трошкови
- повећава продуктивност у раду, а смањује број несрећа на раду
- смањују се издаци које социјалне службе имају у односу на кориснике/зависнике од дрога
- повећава се целокупни квалитет живота, како корисника метадонске терапије тако и његове/њене породице, па и читавог његовог/њеног окружења.

Супституциона терапија генерално не елиминише физичку зависност, али омогућава људима да живе здрав живот на легалним и стабилизујућим лековима уместо нелегалним и опасним дрогама какав је хероин.

## Улични називи
М, мет, метакса, хептос, флајка